# Jeux du Canada d'été de 1973
Les Jeux du Canada d'été de 1973 sont des compétitions sportives qui ont opposé les provinces et les territoires du Canada au cours de l'été 1973.
Les Jeux du Canada sont présentés tous les deux ans, en alternance l'hiver et l'été. En 1973, les jeux ont eu lieu à New Westminster et à Burnaby en Colombie-Britannique du 3 août au 12 août 1973.

## Tableau des médailles
| Province                  | Or | Argent | Bronze | Total |
| ------------------------- | -- | ------ | ------ | ----- |
| Alberta                   | 9  | 7      | 11     | 27    |
| Colombie-Britannique      | 30 | 16     | 15     | 61    |
| Manitoba                  | 1  | 8      | 7      | 16    |
| Île du Prince-Édouard     | 0  | 0      | 0      | 0     |
| Nouveau-Brunswick         | 0  | 0      | 1      | 1     |
| Nouvelle-Écosse           | 4  | 2      | 4      | 10    |
| Ontario                   | 18 | 26     | 22     | 66    |
| Québec                    | 14 | 16     | 13     | 43    |
| Terre-Neuve-et-Labrador   | 0  | 0      | 0      | 0     |
| Territoires du Nord-Ouest | 0  | 0      | 0      | 0     |
| Saskatchewan              | 0  | 2      | 2      | 4     |
| Yukon                     | 0  | 0      | 0      | 0     |